# Čuvaj se sinjske ruke (2004.)
Čuvaj se sinjske ruke (2004.) drugi je film koji je Bore Lee napravio s redateljskim tercetom Mario Kovač, Ivan Ramljak i Krešimir Pauk. Glavne uloge su odglumili Boris Ivković, Bojan Petković, Mario Kovač, Nikola Širović i Tonči Malora.
Mjesto radnje filma je u Sinju, a snimljen je na hrvatskom jeziku. Film traje 99 minuta.

## Radnja filma
Radnja se vrti oko zlog doktora Luke Kovača koji želi osvetiti smrt svog brata blizanca kojeg je Bore Lee ubio u filmu "U kandžama velegrada". Zli doktor Luka Kovač uz pomoć svojih časnih sestara smrti kao i čitavog niza opasnih pomagača (Bijeli Ninja - Belinđa, Tigar tj. Leopard, lezbo vampirice, narko mafija...) pokušava drogom zagaditi vodu u okolici Sinja i na taj način pretvoriti sve građane Borinog grada u ovisnike. Naravno, na putu mu stoji samo Bore Lee uz šačicu vjernih pomagača (prijatelj Bojan, ludi Širović, Krešo Hyong...).

## Zanimljivosti
Ovaj film je također izašao na DVD-u u distribuciji Continental Filma, no nije uspio postići uspjeh svog prethodnika iako je dosegao zavidnu tiražu. Izdavačka kuća Menart objavila je i soundtrack dotičnog filma na kojem se pojavljuju neka prestižna imena hrvatske estrade (Edo Maajka, TBF, Postolar Triper...) u kombinaciji s nekoliko underground bandova (Tena Novak, Chang Ffos, No name No fame...). Glazba za film je bila nominirana za nacionalnu glazbenu nagradu Porin za 2004. godinu.
Kao i u prošlom Borinim filmu, i u ovom su u cameo rolama gostovala zanimljiva imena od kojih valja istaći sljedeće: Sanja Doležal, Nina Violić, Edo Maajka, Hrvoje Kečkeš, Zrinka Cvitešić i mnogi drugi.

## Vanjska poveznica
- http://www.imdb.com/title/tt0853202/ IMDB stranica